# Parafia Podwyższenia Krzyża Świętego w Krośnie
Parafia Podwyższenia Krzyża Świętego w Krośnie – rzymskokatolicka parafia należąca do dekanatu Krosno II, w archidiecezji przemyskiej. Parafia jest prowadzona przez ojców kapucynów.

## Historia
W 1753 roku Jan Klemens Branicki wojewoda krakowski zakupił teren na przedmieściu Krosna przy kościele pw. św. Jakuba dla Kapucynów. 22 kwietnia 1757 roku przybyli pierwsi zakonnicy. W latach 1771–1811 zbudowano obecny murowany kościół, który 14 września 1811 roku konsekrował bp Antoni Gołaszewski. W 1853 roku ukończono budowę pomieszczeń klasztornych. W 1879 roku Stanisław Janik wykonał ołtarz główny, a w latach 1896–1899 ołtarze boczne. 
W 1969 roku dekretem bpa Ignacego Tokarczuka została erygowana parafia, z wydzielonego terytorium parafii farnej.
Proboszczami parafii byli m.in.: br. Mieczysław Smerecki OFMCap (1969–1970), br. Józef Barć OFMCap (1976–1979), br. Edmund Haracz OFMCap (1979–1982), br. Stanisław Piechuta OFMCap (1982–1988), br. Gustaw Tyburczy OFMCap (1988–1991), br. Mirosław Dudzis OFMCap, br. Michał Kiełbasa OFMcap (od 2015).

## Terytorium parafii
Na terenie parafii jest 6780 wiernych, mieszkających przy ulicach: Bursaki, Krzywa, Lenarta, Mickiewicza (1-28 oprócz bloków 17, 19, 29), Niepodległości (numery nieparzyste 3-27, parzyste 16b-50), Oficerska, Powstańców Śląskich (numery prywatne i nieparzyste 1-9), Powstańców Warszawskich, Podchorążych, Staszica, Wisłocza (numery parzyste), Wojska Polskiego.